# Jornada del 10 de agosto de 1792
La jornada del 10 de agosto de 1792 fue una insurrección, durante la Revolución Francesa, que puso fin a la monarquía de Luis XVI, por lo que también es conocida como la «segunda revolución». El hecho principal fue el asalto del palacio de las Tullerías por los insurgentes, miembros de las secciones parisinas y de los sans-culottes de París, junto con las tropas «federadas». El rey buscó la protección de la Asamblea Legislativa, pero fue suspendido de sus funciones constitucionales y detenido junto con su familia. Al mismo tiempo se decidió convocar elecciones por sufragio universal para formar una Convención Nacional que asumiera todos los poderes del Estado y redactara una nueva Constitución. Cuando la Convención se reunió el 21 de septiembre proclamó la República francesa. Después Luis XVI fue sometido a juicio y condenado a muerte. Fue guillotinado en enero de 1793.

## Antecedentes

### Declaración de guerra al rey de Bohemia y Hungría

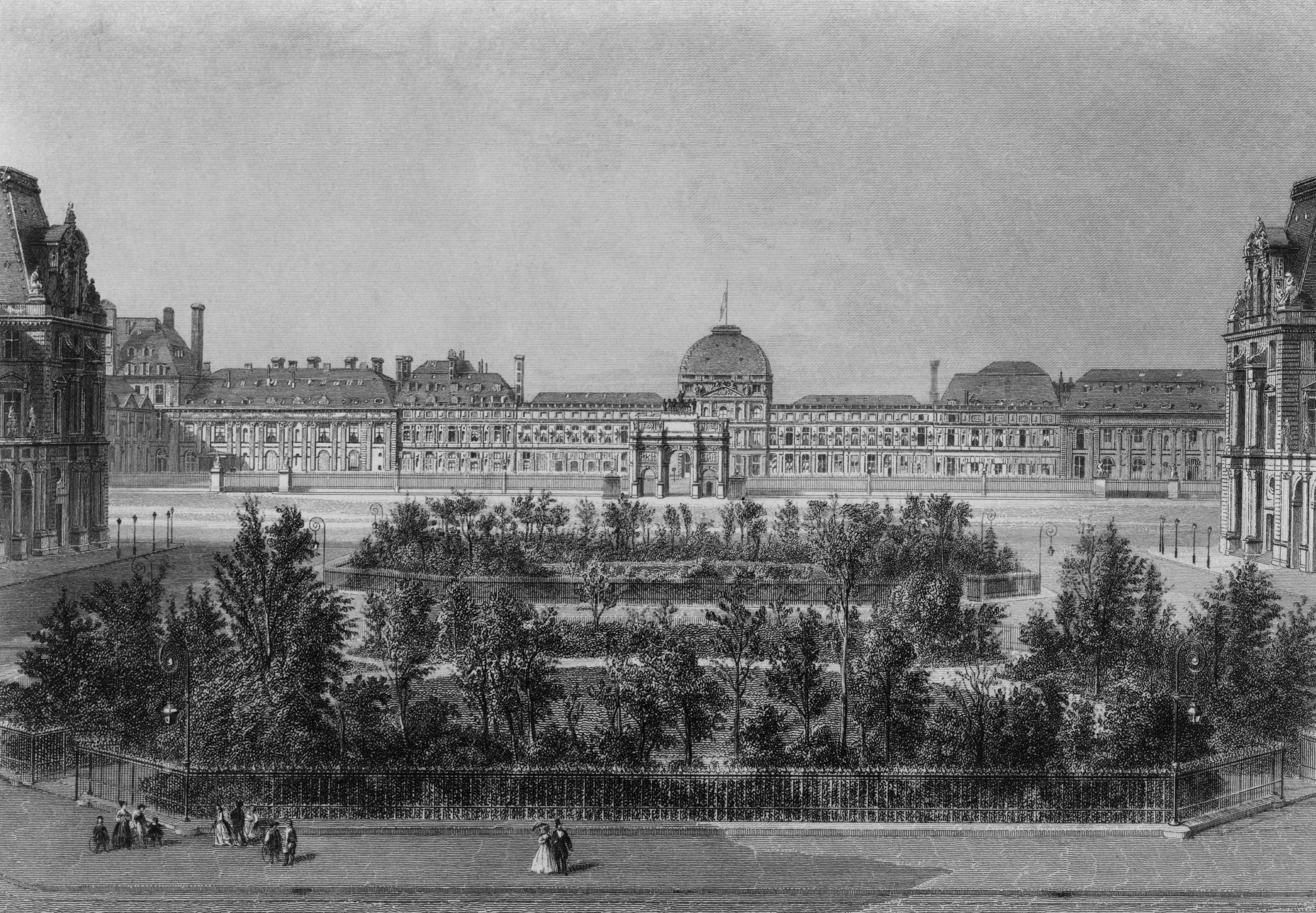
Palacio de las Tullerías, residencia de Luis XVI y de la familia real.

A principios de 1792 se va extendiendo la idea de que una guerra es el único medio para salvar la Revolución, porque permitirá expulsar de los estados fronterizos a los nobles «emigrados» dispuestos «a combatir a esos criminales perjuros e ingratos, salidos del infierno», que son los «patriotas». Algunos feuillants, singularmente el general Lafayette, creen que la guerra reforzará la posición del ejército. Pero son los girondinos los que más la apoyan porque defienden una «guerra revolucionaria» que permita alcanzar «la libertad universal».
El 10 de marzo de 1792 algunos girondinos entran a formar parte del gobierno de Luis XVI, quien también está a favor de la guerra aunque por motivos opuestos. Pensaba que los ejércitos del Imperio austríaco y del reino de Prusia le devolverían su poder como monarca absoluto. Así, el 20 de abril se declaró la guerra al «rey de Bohemia y Hungría» (al sacro emperador germano Francisco II, sobrino de la esposa de Luis XVI, María Antonieta). Una de las pocas voces que se alzó en contra de la guerra fue la del jacobino Maximilien Robespierre.
Cuando se inició la guerra se sucedieron las derrotas para los ejércitos franceses y se produjeron muchas deserciones de oficiales, la mayoría de ellos miembros de la nobleza. Para hacer frente a esta difícil situación, la Asamblea Legislativa aprueba el 29 de mayo, a propuesta de los girondinos, que los miembros del clero refractario puedan ser deportados fuera del reino si veinte ciudadanos activos los denunciaban como «contrarrevolucionarios», y el 9 de junio el llamamiento a los guardias nacionales «federados» para que acudan a defender París. Pero el rey impone su veto a los dos decretos, haciendo uso de la prerrogativa que le otorga la Constitución de 1791, por lo que no entran en vigor.

### Jornada del 20 de junio de 1792

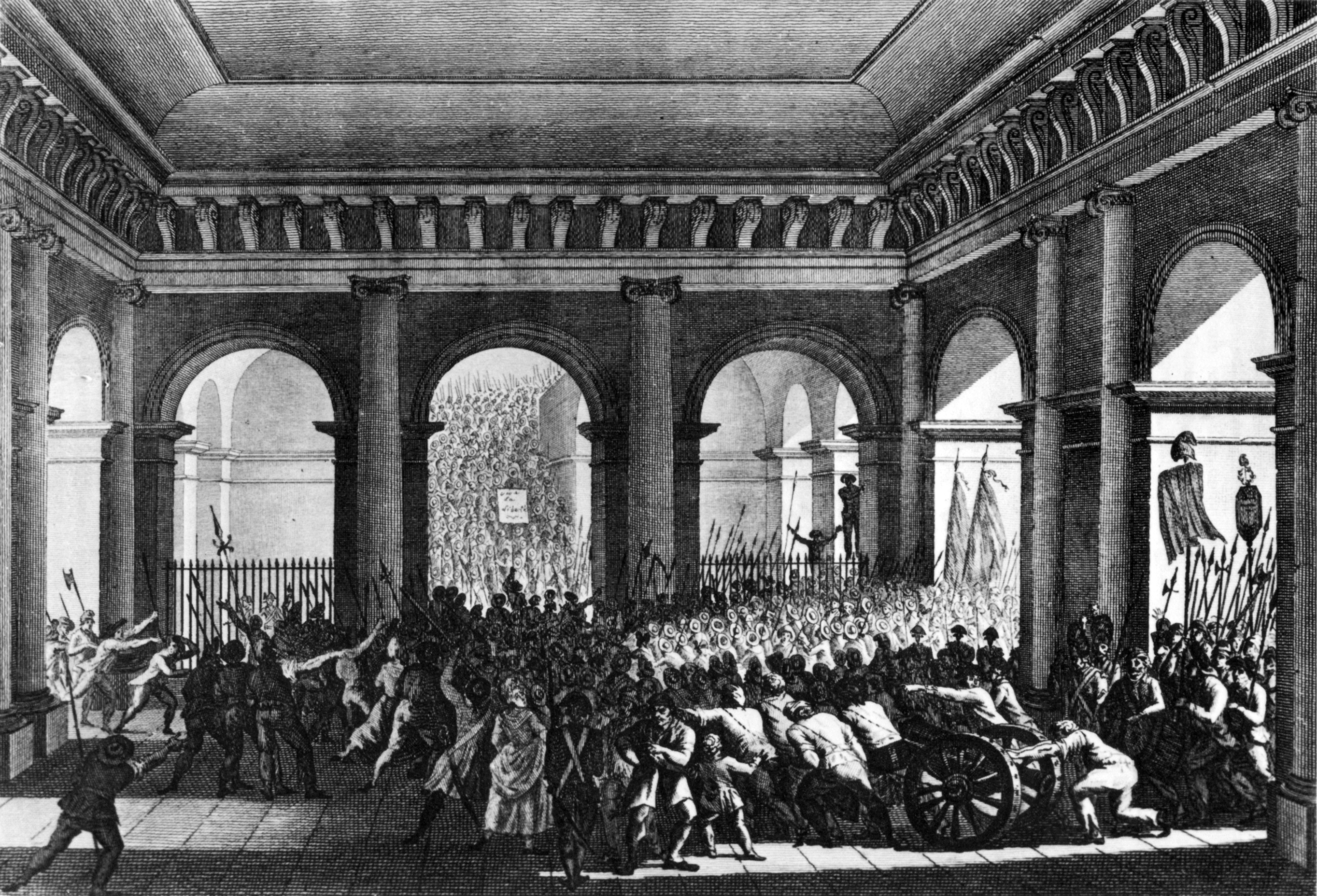
Entrada de los manifestantes en el palacio de las Tullerías el 20 de junio de 1792 (Pierre-Gabriel Berthault, hacia 1800), (Museo de la Revolución francesa).

Tres ministros girondinos, encabezados por Jean Marie Roland, escribieron el 10 de junio una carta abierta al rey —que al parecer fue escrita por Madame Roland— para que firmara los decretos y que se podía entender como una amenaza, especialmente cuando decía: «de darse una mayor demora, el pueblo, afligido, podría empezar a tener a su rey por amigo y cómplice de los conspiradores». La respuesta de Luis XVI fue destituir a los tres ministros girondinos y sustituirlos por tres feuillants.
Mientras tanto las secciones de París se movilizan y piden que se les autorice a mantenerse reunidas de forma permanente y a armarse, y el Club de los Jacobinos, por su parte, envía circulares a sus comités de fuera de París en las que les piden que hagan campaña a favor de la abolición del veto real, además de ratificar su defensa del sufragio universal, frente al sufragio censitario acordado en la Constitución de 1791.

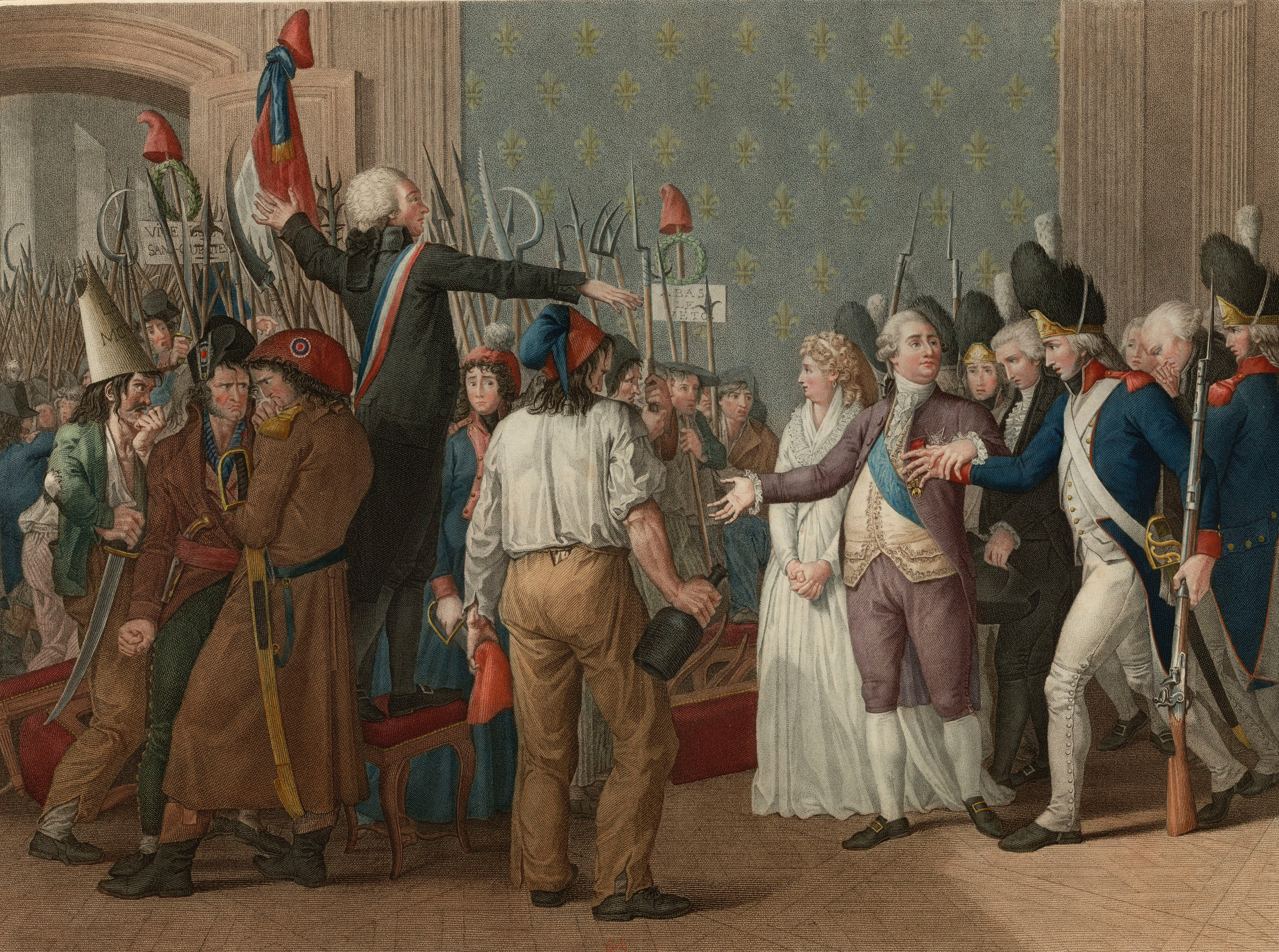
Los manifestantes rodean a Luis XVI (grabado de 1796).

El 20 de junio, aniversario del juramento del juego de pelota pero también de la huida del rey, las secciones de París organizan una manifestación para exigir que el rey firme los dos decretos que ha vetado y que vuelva a llamar al gobierno a los girondinos. Hacia las cuatro de la tarde una multitud de varios miles de personas armadas se congrega frente al palacio real de las Tullerías, logrando romper el cordón de miembros de la Guardia Nacional que lo protegía. Una vez dentro, obligan al rey a ponerse el gorro frigio de los sans-culottes y a beber a la salud de la nación, pero Luis XVI no cede y mantiene su veto a los decretos —tampoco destituye al gobierno feuillant—.

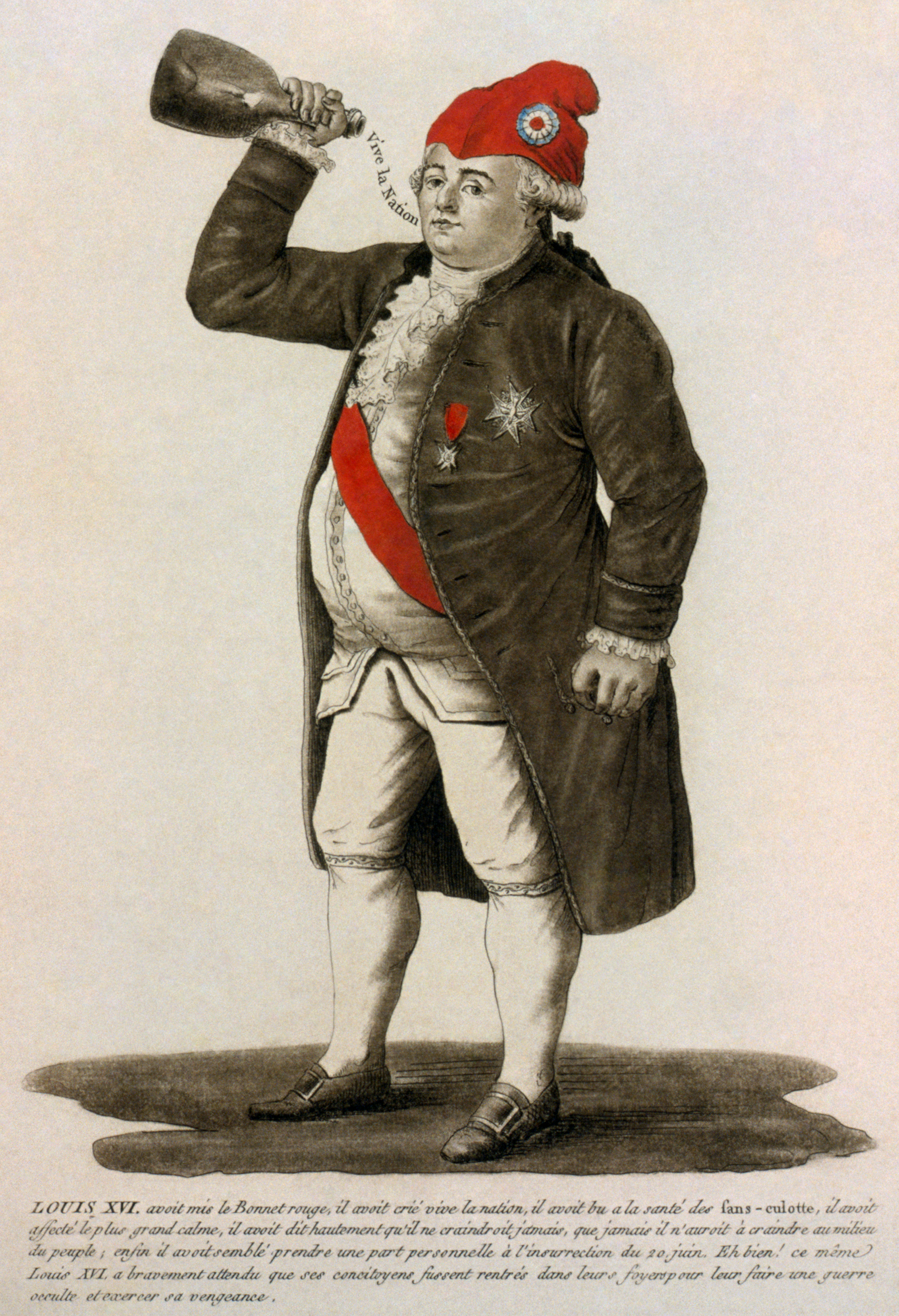
Caricatura de Luis XVI con el gorro frigio y bebiendo a la salud de la nación (1792).

En los días siguientes la Asamblea intenta recuperar el control, restringiendo el derecho de petición y asegurándose la obediencia de la guardia nacional. Estas medidas reciben el apoyo de treinta y tres departamentos, que proponen enviar a sus propios guardias nacionales para acabar con los sediciosos de París. También en la capital se condena la invasión de las Tullerías como lo demuestra un escrito con veinte mil firmas presentado a la Asamblea.
Por su parte, el general Lafayette vuelve a París el 28 de junio y exige a la Asamblea Legislativa que se tomen severas medidas contra los «facciosos». Pide también el cierre de los clubes políticos. Mientras escuchaban a Lafayette, los diputados de la izquierda imaginan estar asistiendo al manifiesto preparatorio de un golpe de Estado, si bien Lafayette no encontró los apoyos suficientes entre la Guardia Nacional, ni en el rey ni en la reina, que se oponían a la idea de la monarquía constitucional que Lafayette defendía.

## Desarrollo

### Preparación de la insurrección y manifiesto de Brunswick
A pesar de que el decreto no había sido sancionado por el rey, los guardias nacionales «federados» fueron llegando a la capital para celebrar una nueva «Fiesta de la Federación» el 14 de julio y luego dirigirse al norte para defender París. Muchos de estos federados compartían las reivindicaciones de los sans-culottes y de los jacobinos de que se suspendiera en sus funciones al rey y que se convocara una nueva asamblea constituyente, elegida por sufragio universal (masculino).
Mientras tanto, las derrotas del ejército en la frontera norte con los Países Bajos Austríacos continuaban, por lo que el 11 de julio de 1792 la Asamblea Legislativa declara que «la patria se encuentra en peligro». Tres días después se celebra la Fiesta de la Federación a la que, paradójicamente, asiste el propio rey, a pesar de que la reunión es ilegal porque él sigue sin firmar el decreto de convocatoria de la guardia nacional. Un día antes, el Club de los Jacobinos había hecho público un violento manifiesto contra el rey en el que lo calificaba de «monarca pérfido».
El 25 de julio la Asamblea Legislativa autoriza a las secciones de París a que se reúnan de forma permanente. Esa misma noche comienzan los preparativos para la insurrección, adoptándose la bandera roja como enseña —la bandera de la ley marcial según la ley de 21 de octubre de 1789—.
El 3 de agosto se conoce en París el manifiesto con fecha de 25 de julio del duque de Brunswick —el general en jefe las tropas prusianas y austríacas que avanzaban hacia la frontera francesa desde Renania—, en el que amenaza a París con la destrucción «hasta los cimientos» si la familia real sufre alguna vejación. El manifiesto decía:

Los habitantes de las ciudades, burgos y pueblos que osen defenderse frente a las huestes de sus majestades imperial y real, así como disparar contra ellas... serían castigados de inmediato, con la severidad propia de la ley marcial, o verán demolidos o incendiados sus hogares. [...]

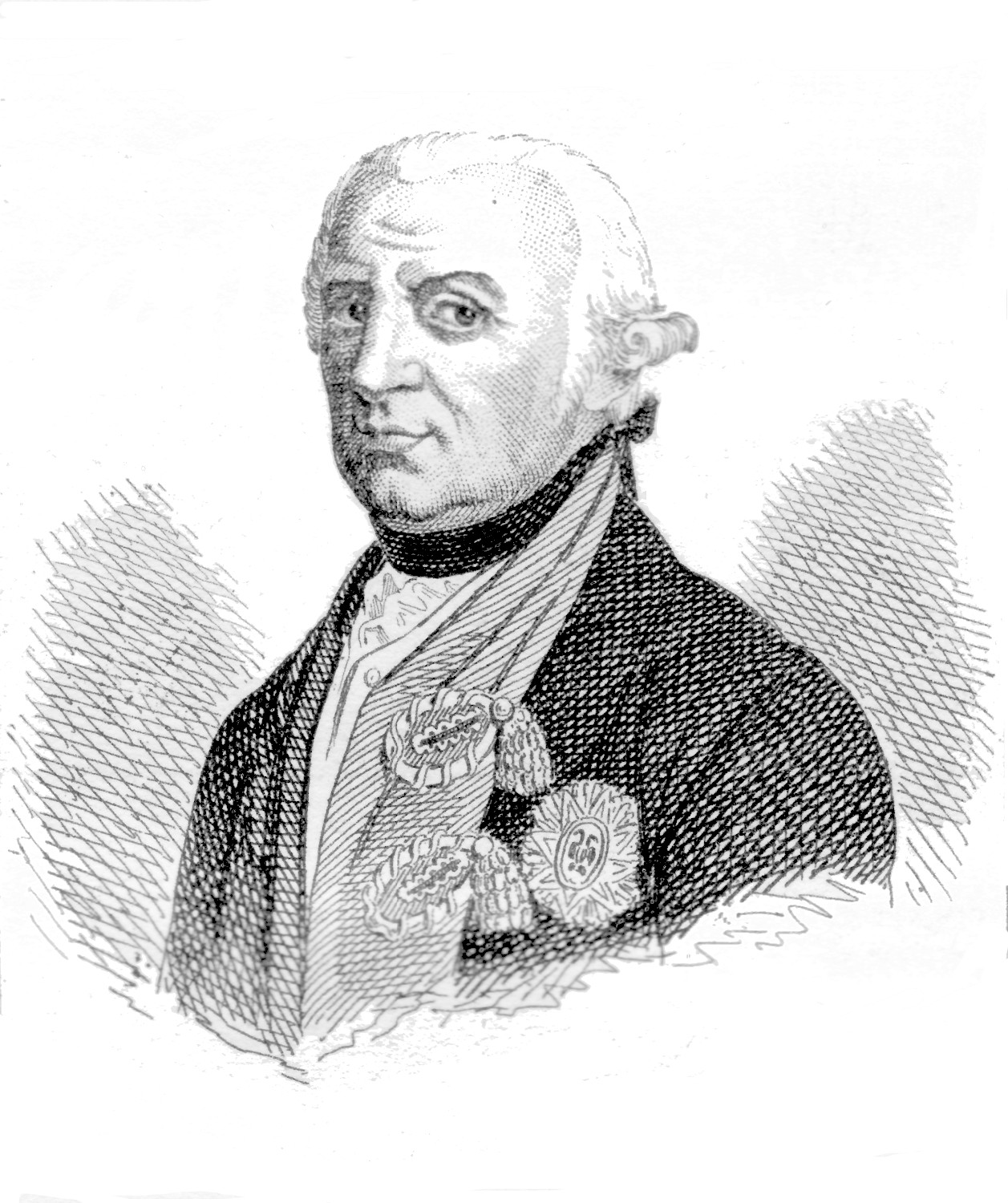
Carlos Guillermo Fernando de Brunswick.

La ciudad de París y todos sus habitantes, sin distinción alguna, serán obligados a someterse, al punto y sin demora, al rey, a garantizar a este príncipe libertad plena y a responder por él, así como por toda persona del entorno real, de la inviolabilidad y el respeto a que obligan las leyes de la naturaleza y los hombres a los súbditos respecto de sus soberanos. [...] Sus majestades declaran... que si se toma por la fuerza el palacio de las Tullerías, se somete a vejación alguna o al menor acto de violencia, o se ultraja de forma mínima a sus majestades el monarca, la reina o el resto de la familia real; si no se garantizan de forma inmediata su seguridad, su conservación y su libertad, no dudarán en emprender una venganza ejemplar cuya memoria tardará en borrarse, destruyendo por lo militar la ciudad de París hasta los cimientos y ajusticiando a los rebeldes responsables de asesinato conforme a la pena que merecen.

Sin embargo, el manifiesto de Brunswick —redactado por un noble francés absolutista emigrado— consigue el efecto contrario que pretendía porque galvaniza a los «patriotas» en la defensa de la revolución. Así aumenta la presión de las secciones de París: todas menos una reclaman ahora la destitución del rey, además de la convocatoria de una asamblea constituyente elegida por sufragio universal. Y dan un plazo a la Asamblea para que cumpla con este programa. La exigencia de las secciones de París se vio reforzada por la llegada a París de un batallón de guardias nacionales federados procedentes de Marsella. Estos marselleses trasladaron a la capital la «atmósfera de guerra casi civil» que ya se vivía en el sur, como lo demostraba la «Canción de guerra del Ejército del Rin», que pronto sería conocida por ello como «La Marsellesa». Según el historiador británico David Andress, 

se trata de una pieza de horror y desafío, de traición, sacrificio, victoria y libertad. Desde sus primeros versos (Vamos, hijos de la patria:/ha llegado el día de gloria) evoca un sentido del drama casi milenario. El resto de la primera estrofa resulta siniestro, y reviste una trascendencia terrible: «¡Contra nosotros se ha alzado / el sangriento estandarte de la tiranía! / ¿No oís, en los campos, / el bramar de esos fieros soldados? / Si van a vuestro encuentro / es para degollar a vuestros hijos y esposas...». Y a continuación, estalla el estribillo: «¡A las armas, ciudadanos! / ¡Formad vuestros batallones! / ¡Marchemos, marchemos, / para regar con su sucia sangre / los surcos de nuestra tierra!».

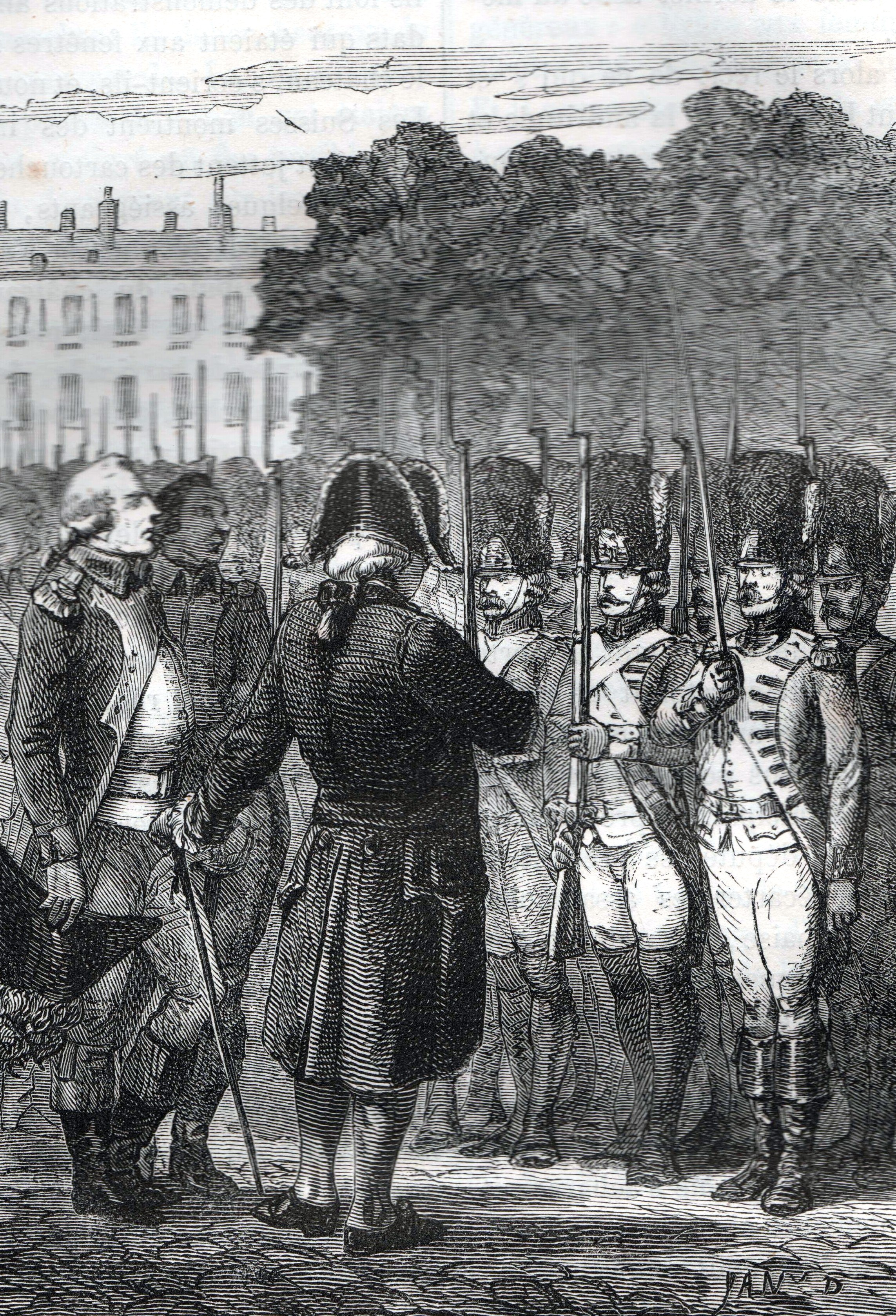
Luis XVI pasa revista a las tropas que defienden las Tullerías, junto con Augustin-Joseph de Mailly, mariscal de Francia.

### Asalto a las Tullerías

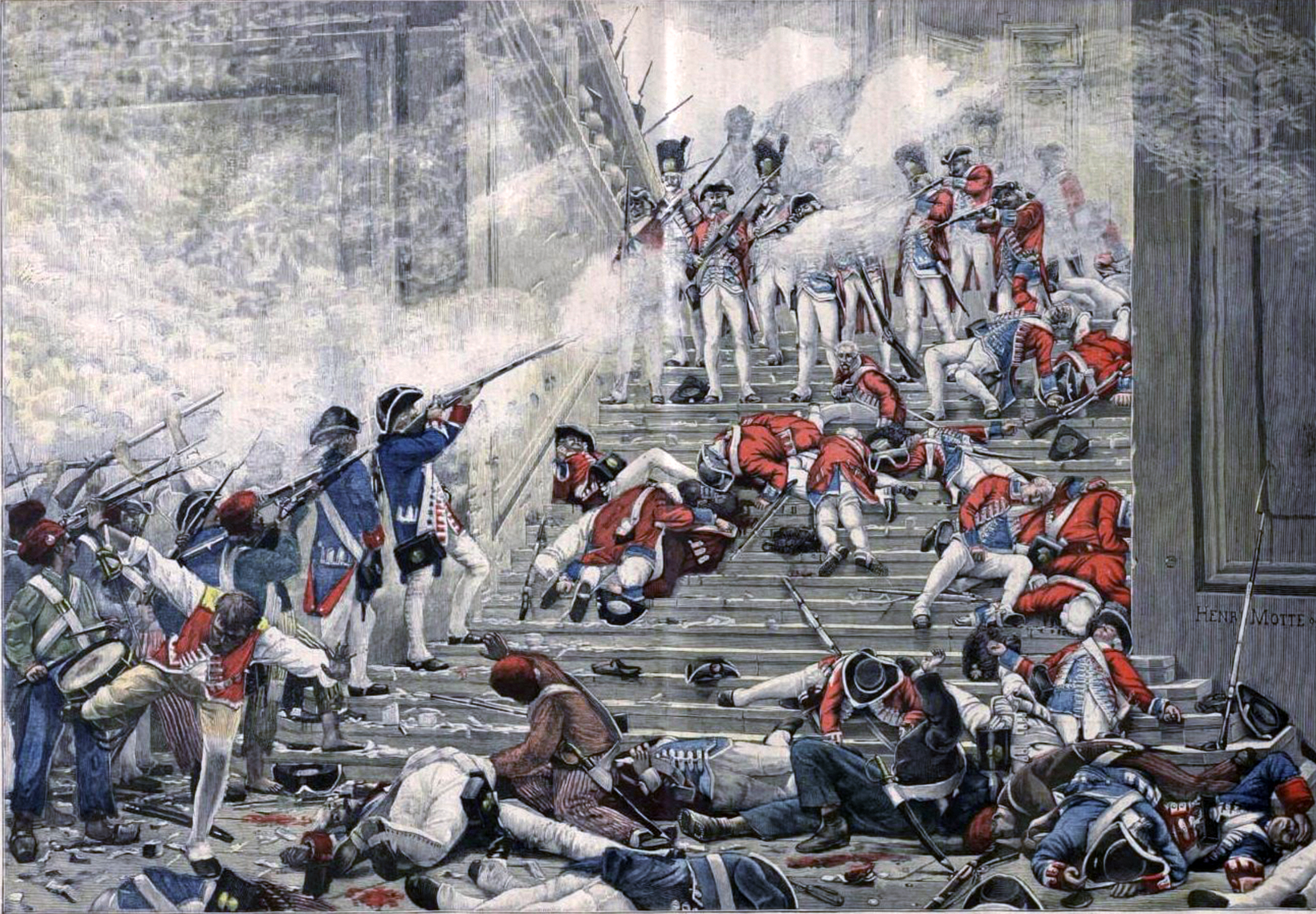
Enfrentamiento entre los guardias suizos y los insurgentes (dibujo de Henri-Paul Motte, 1892).

El rumor que se extiende por París de que el rey va a dar un golpe de Estado acelera los planes de la insurrección. La iniciativa la tomaron los cordeliers, los cabecillas de los guardias nacionales federados y los dirigentes de las secciones parisinas donde predominaban los sans-culottes, que desde el 26 de julio habían formado una especie de comité que volvería a reunirse el 4 y el 9 de agosto. Este último día se decidió iniciar la insurrección, después de conocerse que la Asamblea Legislativa había rechazado la petición de las secciones del destronamiento del rey. El día 5, el embajador norteamericano Gouverneur Morris visitó a los reyes, y anotó: «nada digno de mención, salvo que se mantuvieron toda la noche en vela, en espera de ser asesinados».

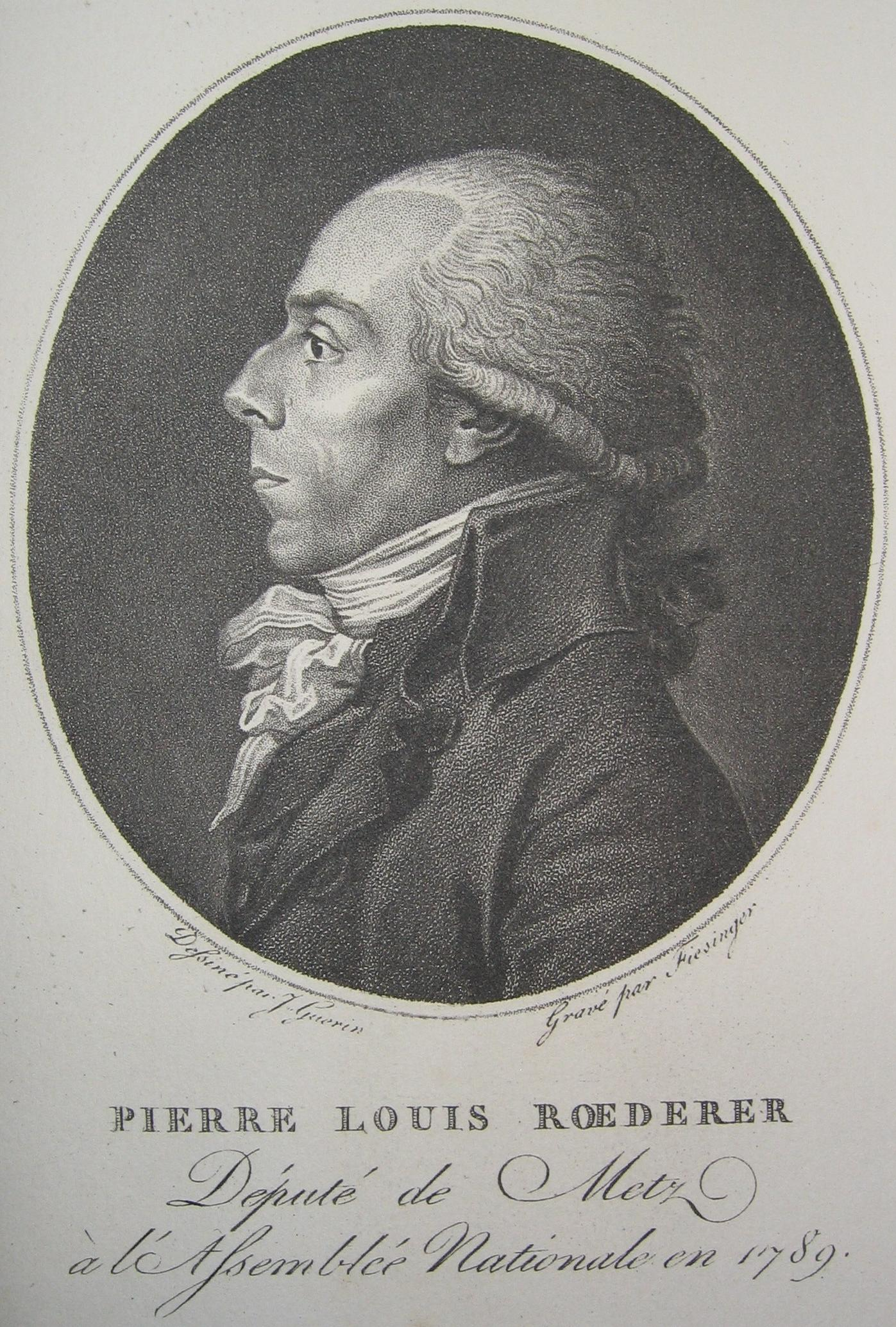
Pierre-Louis Roederer.

Al amanecer del día 10 de agosto se pusieron en marcha hacia las Tullerías dos columnas de guardias nacionales federados y de seccionarios sans-culottes. La primera provenía de la margen izquierda del Sena y la segunda, al mando del cervecero acomodado Antoine-Joseph Santerre, de las secciones del este de la capital. A esa hora ya estaba organizada la defensa del palacio real a cargo de unos 800 guardias suizos, a los que se habían sumado más de mil guardias nacionales leales a la Asamblea Legislativa y algunos cientos de voluntarios provenientes de la antigua Guardia Real. Hacia las seis de la mañana el rey Luis XVI les pasó revista, después de haber dormido apenas, pero tuvo que volver rápidamente al palacio ante avance de los insurgentes. Las fuerzas leales parecían suficientes para hacer frente a los tres mil hombres que sumaban las dos columnas de insurgentes, pero la detención de su jefe, el marqués de Mandat a las siete de la mañana por la Comuna insurrecta proclamada por los rebeldes, les privó de un mando unificado, lo que resultaría fatal. Más decisiva aún resultó la decisión del rey de seguir el consejo del diputado Pierre-Louis Roederer de abandonar las Tullerías junto con su familia para acogerse a la protección de la Asamblea Legislativa, siendo escoltados en su camino a pie hacia las 8:30 horas por unos cuatrocientos cincuenta defensores de las Tullerías, reduciendo así las fuerzas que defendían el palacio real.

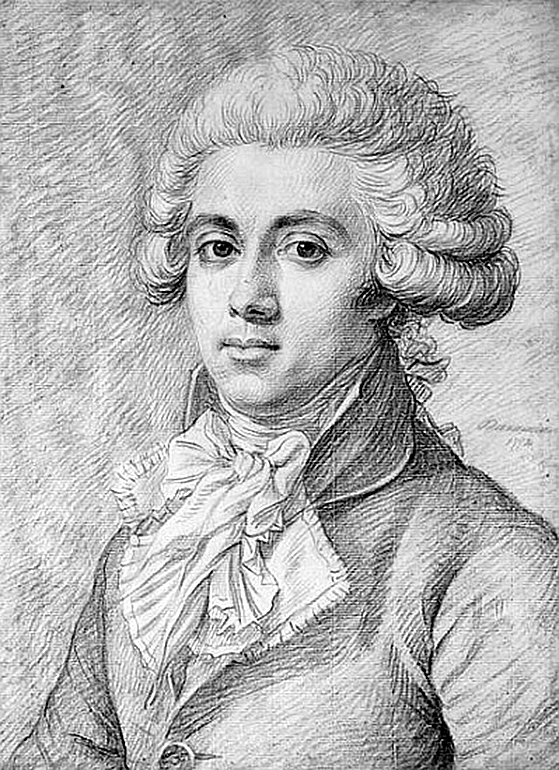
Pierre Victurnien Vergniaud.

Los guardias suizos y los voluntarios que defendían las Tullerías se negaron a rendirse a pesar de que su jefe estaba detenido y el rey y la familia real ya no estaban en el palacio, por lo que se inició el combate. Los guardias suizos abatieron a varios centenares de rebeldes, pero recibieron la orden del rey de abandonar la defensa. Cuando intentaron huir a través de los jardines fueron acribillados por las fuerzas insurgentes —los heridos fueron rematados con bayonetas y picas—, y sólo unos ciento cincuenta lograron llegar a la Asamblea. Cuando los insurgentes entraron en el palacio asesinaron a los miembros de la servidumbre, al considerarlos «traidores», y luego cortaron algunas cabezas de los cadáveres y las exhibieron clavadas en sus picas.

### Suspensión y detención del rey

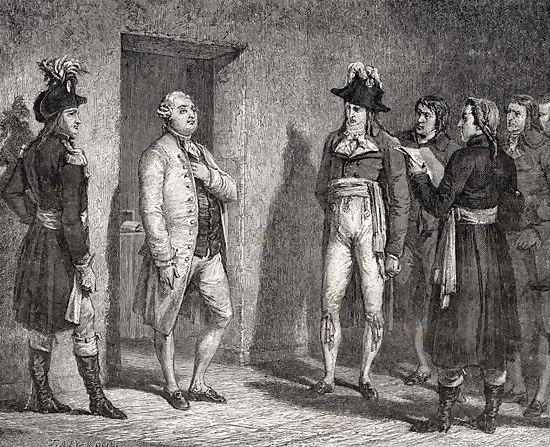
Detención de Luis XVI.

El rey y la familia real cuando llegaron a la sala donde se reunía la Asamblea Legislativa, habían sido acomodados en la tribuna destinada a los periodistas. Cuando se conoció la victoria de los insurgentes el diputado girondino Vergniaud, presionado por los diputados más radicales, propuso que se suspendieran las funciones constitucionales del rey y que se convocaran elecciones por sufragio universal para una Convención Nacional. La medida fue aprobada —en aquel momento los diputados monárquicos y la mayoría de los feuillants ya habían abandonado la asamblea—. Como gobierno transitorio y de acuerdo con la Comuna insurgente se constituyó un Consejo Ejecutivo Provisional, formado por los antiguos ministros girondinos y el cordelier Georges Danton, que ocupó la cartera de Justicia. También se formó, asimismo por exigencia de la Comuna insurrecta, un «tribunal extraordinario» que sería el encargado de juzgar los crímenes de la corte.

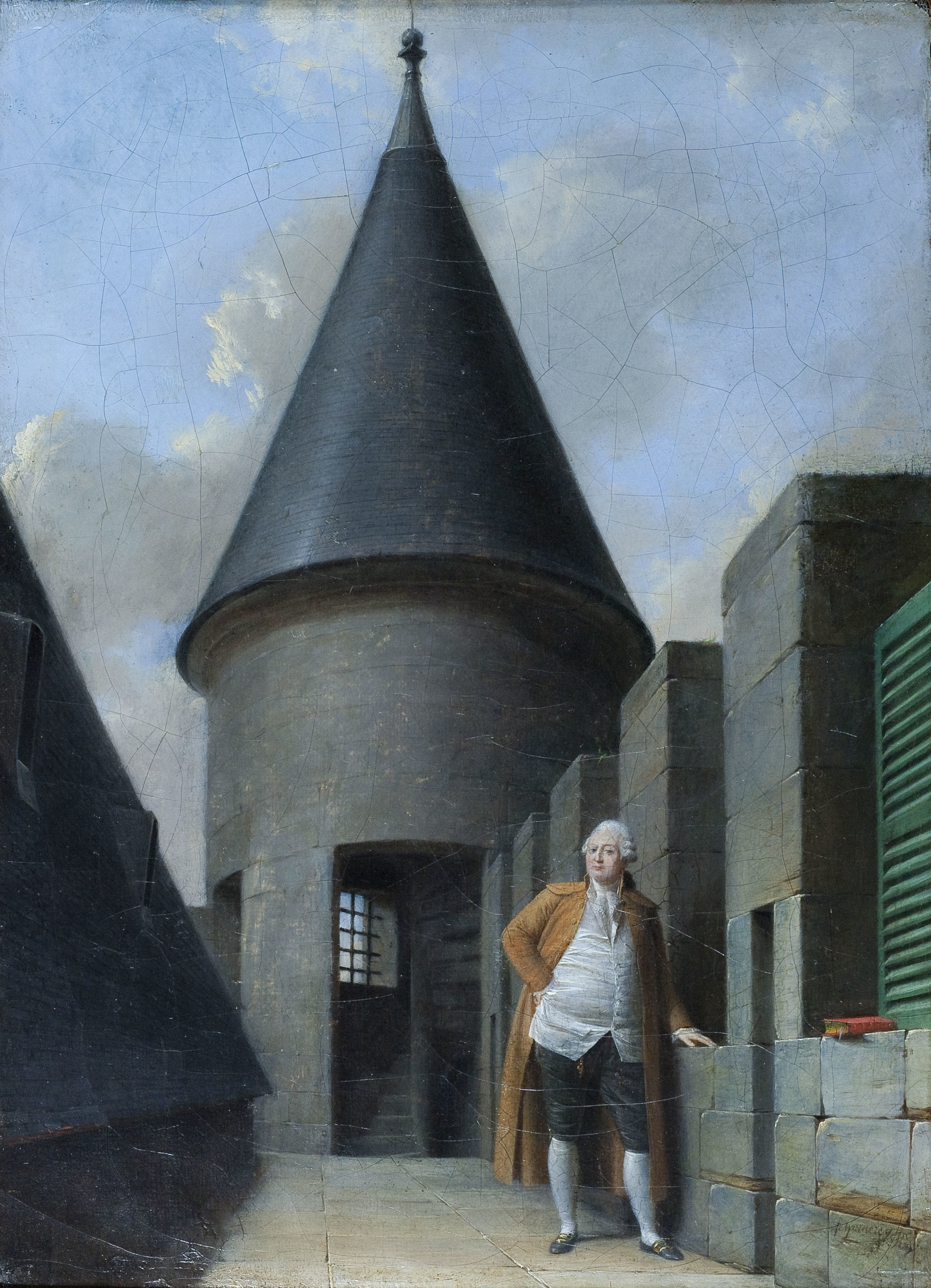
Luis XVI en la prisión del Temple, óleo de Jean-François Garneray.

El rey, la reina y sus hijos y la hermana del monarca fueron encarcelados en la Torre del Temple. Por un decreto de la Asamblea podrían tener servidumbre y otras comodidades relativas como disponer de libros o poder dar pequeños paseos. Los guardias que los custodiaron fueron sans-cullottes de la Comuna, que tenían prohibido ejercer ningún tipo de violencia ni contra el rey ni contra su familia, pero que «solían bromear en términos poco halagüeños acerca de la suerte que le esperaba [al rey], pues todos tenían por cierto, claro está, que sería ajusticiado».
El nuevo gobierno provisional, así como la Comuna insurgente, enviaron representantes a los departamentos para que destituyeran a las autoridades y funcionarios monárquicos o simplemente de los que se sospechara algún tipo de lealtad hacia el rey, llevándose a cabo «una purga administrativa más profunda que la que se había emprendido en 1789». «Igual que en la época que precedió al 10 de agosto, este proceso estuvo salpicado, en todo el país, de ejecuciones tumultuarias de presuntos contrarrevolucionarios».
El 17 de agosto el general Lafayette hizo un último intento para liberar a la familia real pero sus soldados se insubordinaron y el general optó por huir a las líneas austríacas. Dos días después cruzaban la frontera francesa del este las fuerzas prusianas al mando del duque de Brunswick, convencido de que «los franceses necesitan que les den una lección inolvidable», a lo que el conde de Provenza, hermano emigrado de Luis XVI, le contestó: «Presumo que los franceses van a defender su país, y no siempre han sido derrotados». Las fuerzas prusianas iban acompañadas de nobles franceses emigrados quienes en los pueblos que iban ocupando se dedicaban a restablecer el Antiguo régimen. El marqués de Falaiseau escribió a su esposa: «Se ha devuelto a su lugar a los antiguos sacerdotes de la parroquia. Hace no mucho, lo gendarmes trajeron a un cura constitucional ligado y amordazado. Un granuja redomado, según dicen. He hablado con él... y se niega a retractarse —no se sabe lo que ocurrió con él—».

## Consecuencias
La Convención Nacional se reunió por primera vez el 20 de septiembre de 1792 y asumió todos los poderes de la República que proclamó al día siguiente: el ejecutivo, el legislativo e incluso el judicial, al asumir la función propia de un tribunal supremo, como se comprobaría en el juicio al que sería sometido el rey Luis XVI —condenado y guillotinado en enero de 1793—.